# Koppelojärvi (sjö i Finland, Lappland)
Koppelojärvi är en sjö i Finland. Den ligger i kommunen Posio i landskapet Lappland, i den norra delen av landet, 700 km norr om huvudstaden Helsingfors. Koppelojärvi ligger 256,6 meter över havet. Den är 8 meter djup. Arean är 1,9 kvadratkilometer och strandlinjen är 10,79 kilometer lång. Sjön  ingår i Kemi älvs huvudavrinningsområde.   Den ligger vid sjöarna Hoikkajärvi och Aartojärvi. 
I övrigt finns följande i Koppelojärvi:
- Leppäsaari (en ö)
- Hoikkasaari (en ö)
- Ulkusaari (en ö)

I övrigt finns följande vid Koppelojärvi:
- Hoikkajärvi (en sjö)
- Peräjärvi (en sjö)